# Ребронасінник гірський
Ребронасінник гірський, плеуросперм австрійський (Pleurospermum austriacum) — вид трав'янистих рослин родини окружкові (Apiaceae), поширений у Європі.

## Опис
Однорічна рослина 50–150 см. Стебло порожнисте, борозенчасте, вгорі розгалужене й під суцвіттям коротко-шершаво-волосисте. Листки на краю коротко-шершаво-волосисті, нижні — довго-черешкові, в контурі трикутно-яйцюваті, 2-, рідше 3-перисторозсічені, з яйцювато-ланцетними пилчастими часточками. Кінцевий зонтик ≈20 см в діаметром, з 12–20(40) коротко запушеними променями.

## Поширення
Поширений у Європі від Франції до України й Фінляндії.
В Україні вид зростає в лісах, головним чином гірських — у Карпатах, на рівнині рідко (Тернопільська обл., Кременецький р-н, села Залісці, Почаїв).